# بيلي كولينز (لاعب كرة قدم أسترالية)
بيلي كولينز (بالإنجليزية: Billy Collins)‏ هو لاعب كرة قدم أسترالية أسترالي، ولد في 29 نوفمبر 1909، وتوفي في 18 نوفمبر 1987.

## وصلات خارجية
- بيلي كولينز على موقع AustralianFootball.com (الإنجليزية)
- بيلي كولينز على موقع AFLtables.com (الإنجليزية)